# كيميائو الأغذية الشباب
مجموعة كيميائيي الأغذية الشباب (AG JLC) هي مجموعة من طلاب الجامعات الألمانية والدكتوراه بالإضافة إلى المهنيين الشباب الذين يمثلون اهتمامات الطلاب والمتدربين في مجال كيمياء الطعام، أي الكيمياء التحليلية مع التركيز على طعام.
تعمل هذه المجموعة كمجموعة عمل مستقلة تابعة للجمعية الألمانية للمواد الكيميائية الغذائية ، وهي مجموعة خبراء تابعة لجمعية الكيميائيين الألمان.

## بشكل عام

### تاريخها
في عام 1996، أسس عشرة طلاب في الكيمياء الغذائية من مدن مختلفة AG JLC في فرايبورغ (بريسغاو) ، ألمانيا. كانت أهدافهم تمثيل طلاب الكيمياء الغذائية، وعمل العلاقات العامة، وإنشاء منصة للطلاب من مختلف الجامعات للتواصل.
منذ تأسيسها في عام 1996، تم عقد أكثر من 40 مؤتمرا وطنيا. من خلال العمل التطوعي للأعضاء، تم التعبير الشفهي عن أنواع مختلفة من المبادئ التوجيهية، وتصميم الملصقات، وتنظيم وعقد ورش عمل في موضوعات محددة وكذلك مؤتمرات متعددة التخصصات.
تم إعداد وقائع مفصلة في 2015/2016 وتم نشره ككتاب غلاف في الذكرى العشرين لـ AG JLC  في سياق Deutscher Lebensmittelchemikertag (مؤتمر كيميائيي الأغذية الألمان) لعام 2016 في ميونيخ.

### بناء الهيكلي
تتواجد مجموعات التمثيل المحلية التابعة ل AG JLC في جميع الجامعات الألمانية التي تقدم دورات في كيمياء الأغذية. يتم دعمهم في شكل مجموعات طلابية مسجلة في الجامعات.
على المستوى الوطني، تعتبر AG JLC منظمة ديمقراطية. تجري الانتخابات خلال الاجتماع السنوي الرئيسي. رئيس AG JLC هما متحدثان رسميان (عادة ما تكون امرأة ورجل) يتم انتخابهما بالتناوب لمدة عامين. علاوة على ذلك، لدى AG JLC ممثل في مجلس إدارة الجمعية الألمانية للمواد الكيميائية الغذائية (Lebensmittelchemische Gesellschaft )، حيث يشارك في القرارات عن طريق التصويت. يتم انتخاب الممثل كل عام ثالث، بينما يتم انتخاب أمين الصندوق وأمين السر كل سنتين.
يُسمح لكل شخص يشارك في المؤتمر الوطني بالتصويت والترشح للمناصب المختلفة.

## الأهداف
تشمل أهداف AG JLC ما يلي:
- الدعم العلمي للطلاب
- تشجيع التواصل والتبادل على صعيد الوطني بين الجامعات
- التحسين المستمر وتحديث المعلومات المتعلقة بالدرجات الجامعية المختلفة مثل الدبلوم وامتحان الدولة والبكالوريوس والماجستير والدكتوراه في ألمانيا وخارجها والموافقة على الدرجات والسنة العملية والوظائف الأولى
- تحسين وتوحيد الشروط خلال العام العملي مثل مقدار الوظائف التدريبية الشاغرة من أجل استكمال امتحان الدولة
- إنشاء الشركات المحلية والوطنية مع مجموعات الأعمال الأخرى مثل شبكة الكيمياء الشباب (JCF)
- زيادة وعي الكيمياء الغذائية والكيميائيين في المجتمع
- إنشاء شبكة تتخطى حدود العمر والمجالات العلمية
- تمثيل المصالح في الجمعية الألمانية للمواد الكيميائية الغذائية [1][2][11]

## الإدارة والتوجيه

### العمل الإقليمي
العمل لتقديم التعليم الغير جامعي، تنظم مجموعات AG JLC المحلية مؤتمرات ورحلات ميدانية وورش عمل. ينصب التركيز على العلاقات العامة وعلى توسيع الشبكة أيضًا.

### العمل الوطني
يتم عقد مؤتمر وطني مع أعضاء كل مجموعة محلية مرتين في السنة. يُعقد المؤتمر في شهر سبتمبر من كل عام في عطلة نهاية الأسبوع قبل انعقاد مؤتمر كيميائيي الأغذية الألمان في نفس المدينة. على النقيض من ذلك، عادة ما يُعقد مؤتمر الربيع في شهر مارس في مدينة أخرى. وتشمل الموضوعات التي تمت مناقشتها القضايا الراهنة، وتنظيم المشاريع على الصعيد الوطني، والتواصل وتبادل الأفكار والخبرات.
إن التعاون المستمر بين الهياكل الإقليمية والوطنية يميز AG JLC عن المنظمات المماثلة. بعض نتائج هذه الاستراتيجية الناجحة هي:
- إعداد وتحديث كتيبات المعلومات حول امتحان الدولة والسنة العملية والبدء التالي في الوظيفة الأولى
- تطوير وتقييم مسح على الراتب الابتدائي في مجال الكيمياء الغذائية
- تصوير مقطع قصير يمثل عمل الكيميائي الغذائي
- عقد ورشة عمل سنوية خلال مؤتمر كيميائيي الأغذية الألمان وفي العديد من المؤتمرات الإقليمية
- صياغة الأوراق والبيانات [1][2][11]

### التعاونات
شركاء المؤسسات الإقليمية والوطنية هم الجمعية الألمانية للمواد الكيميائية الغذائية، وجمعية الكيميائيين الألمان مع شبكة الكيمياء الشباب (JCF)، وكيميائيو الأغذية في المناصب الحكومية (Lebensmittelchemiker / -innen im öffentlichen Dienst (BLC))  بالإضافة إلى الاتحاد الألماني للأغذية (BLL). يتم الحفاظ على الاتصال بشأن المشاريع المشتركة والمؤتمرات وورش العمل.

## الجوائز
في عام 2017، تم تكريم المتحدثين باسم AG JLC لقب سفراء STEM خلال مؤتمر STEM المستقبلي في برلين.
في مؤتمر كيميائيي الأغذية الألمان 2018 في برلين، تم تكريم AG JLC ، ممثلاً بالعضو المؤسس الدكتور يورج هيسيلر، بميدالية Adolf-Juckenack لجهود جمعية الكيماويات الغذائية ومهنة كيميائيي الأغذية.